# Jim Spivey
Jim Spivey (Estados Unidos, 7 de marzo de 1960) es un atleta estadounidense, especializado en la prueba de 1500 m en la que llegó a ser medallista de bronce mundial en 1987.

## Carrera deportiva
En el Mundial de Roma 1987 ganó la medalla de bronce en los 1500 metros, con un tiempo de 3:38.82 segundos, llegando a la meta tras el somalí Abdi Bile y el español José Luis González.